# ミーシャ (マスコットキャラクター)
ミーシャ（ロシア語: Миша）もしくはミシュカ（ロシア語: Мишка）は、1980年モスクワオリンピック（第22回夏季オリンピック）のマスコットキャラクターであるロシアの熊の名前である。彼をデザインしたのは絵本作家のヴィクトル・チジコフである。
ミーシャは、スポーツイベントのマスコットとしては初めて商品化され、大きな商業的成功をおさめた。ミーシャの人形は、開会式と閉会式で大々的に使われ、複数のグッズに登場し、ソユーズムリトフィルム制作の短編アニメと日本アニメーション制作のテレビシリーズが作られた。その後、マスコットの商業化はオリンピックに限らず、FIFAワールドカップや他のイベントにも波及していった。

## ミーシャの名の由来
ロシア語でミーシャは、ロシアの男性名ミハイルの略称であり、ミシュカはミーシャの接尾辞である。
この名前は、ロシア語で「熊」を意味する単語である медведь (medved') に似ている事から、どのような形であれ、ロシア語で熊を示す一般的な口語表現とされている。また、ロシア童話に登場する擬人化された熊のほとんどがこの名前である。これは、危険な動物の「本当の名前」を言うと、その動物が襲ってくるかも知れないという呪術的思考からタブーとされていた медведь を婉曲的に表現した事に由来すると考えられている。медведь（「蜂蜜を食べる人」の意）自体は、インド・ヨーロッパ祖語の *r̥kþos のスラヴ祖語による婉曲表現であると考えられている。

## 起源
1977年、オリンピック組織委員会は熊のイラストを募集した。審査員が選考の結果選んだのは、ヴィクトル・チジコフによってデザインされた、バックルが金色の5輪の形で、帯が青・黒・黄・緑・赤（オリンピックのリングの色）の重量挙げ用ベルトをつけて微笑んでいる子熊だった。小さくてかわいらしい笑顔の子熊というミーシャのデザインは、「大きくて残忍なロシアの熊」のイメージに対抗する目的だったようである。 1977年12月19日、ミーシャは公式マスコットとして認定された。 ロシアオリンピック委員会は「オリンピック憲章に基づき、オリンピックが開催された年の12月31日以降、オリンピックの知的財産とシンボルに関するすべての権利は国際オリンピック委員会に帰属する」としていたが、チジコフは、国家が彼のキャラクターの著作権を認める約束を破って、彼から利用料を奪ったと訴えている。

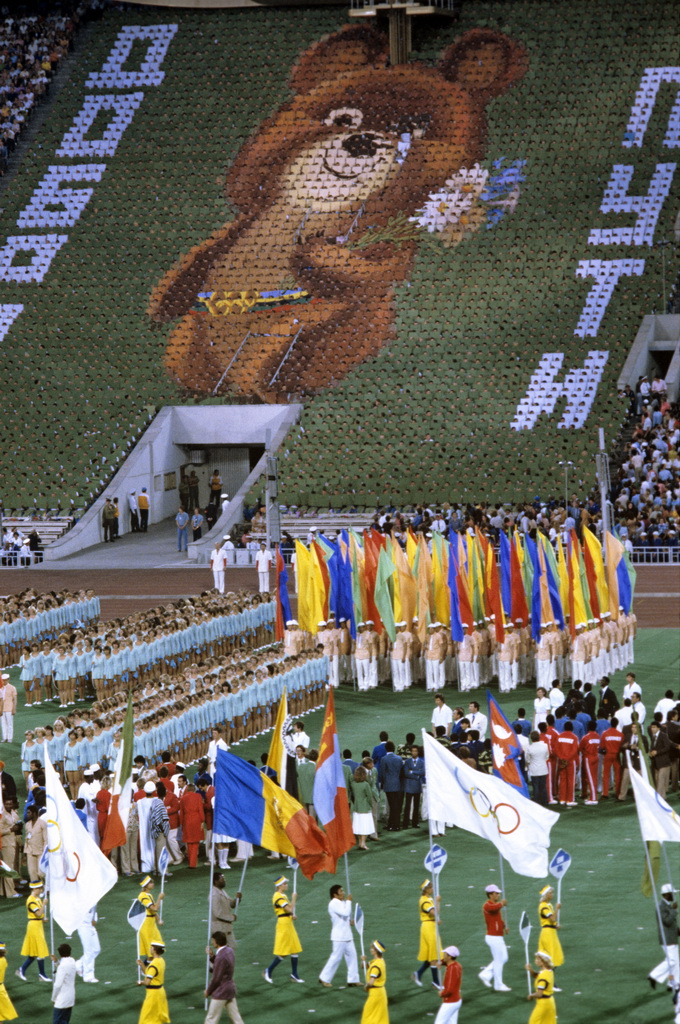
1980年夏季オリンピック閉会式で涙を流すミーシャの人文字

ミーシャの生い立ちは、1979年に公開されたアニメ映画「ババ・ヤーガが来た!」で描かれている。
1980年モスクワオリンピックの閉会式では、風船を抱えた巨大なミーシャの人形がスタジアムに登場した。聖火台の下には、プラカードによる人文字によって左目から涙を流すミーシャが描かれた。 閉会式の最後には、風船を抱えたミーシャの人形が放たれ、宙に舞ってスタジアムから離れて行った。この光景はロシア人の記憶に懐かしい瞬間として深く刻まれている。 その数時間後、ミーシャの人形はヴォロビヨーヴイ・ゴールィに着地し、その後、博覧センターで展示された。

## 遺産
ミーシャは、ソ連のアニメ「ヌー、パガジー!」のモスクワオリンピックのエピソードにも登場し、狼とウサギにトロフィーを渡している。
1988年には、ミッキーマウス誕生60周年を記念して、ミッキーマウスとミーシャが出会う特別編が制作された。
ミーシャのデザイナーであるヴィクトル・チジコフは、2014年ソチオリンピックのホッキョクグマのマスコット（ベールイ・ミシュカと名付けられ、ミーシャの孫とされている）のデザインを盗作であると非難した。チジコフは、ベールイの顔の特徴がすべてミーシャを元にしている事を指摘し、「彼をパンパンに太らせただけだ」と述べた。さらにチジコフは、ベールイとその他2つのマスコット（ウサギとヒョウ）には個性がないと訴えていた。これらの問題に加え、ミーシャの著作権を否定された結果、チジコフは2014年ソチオリンピックの閉会式の主催者から協力依頼された際、これを拒んでいる。2014年ソチオリンピックの閉会式の際、1980年モスクワオリンピック閉会式で宙に舞うミーシャの短い映像が上映され、その後、巨大なアニマトロニクスのホッキョクグマのミシュカが、モスクワ大会の終了時にミーシャが涙を流したことにちなみ、ソチオリンピックの聖火を吹き消して涙を流した。
漫画「うちのメイドがウザすぎる!」の主人公の名前はミーシャに由来している。